# Lithobius grandiporosus
Lithobius grandiporosus är en mångfotingart som beskrevs av Karl Wilhelm Verhoeff 1937. Lithobius grandiporosus ingår i släktet Lithobius och familjen stenkrypare.
Artens utbredningsområde är:
- Österrike.
- Tjeckien.
- Tyskland.
- Italien.

Inga underarter finns listade i Catalogue of Life.